# Groupe Hamelin
Pour les articles homonymes, voir Hamelin.
Le Groupe Hamelin est une entreprise familiale française spécialisée dans les articles de classements, les cahiers et les arts graphiques. Basée à Caen depuis 1864, elle est la plus ancienne entreprise en activité de la ville.

## Histoire
Le groupe Hamelin a été constitué autour des Papeteries Hamelin, fondées à Caen, cité Gardin, en 1864, par Ernest Hamelin, pour la fabrication de registres comptables. Il s'est développé en rachetant des papeteries en France et à l'étranger. 
Initialement spécialisée dans l'édition de lithographies puis la production de livres de comptes[réf. souhaitée], l'entreprise s'est réorientée dans les années 1960 vers la fourniture scolaire, pour en devenir un acteur européen majeur, leadeur en Grande-Bretagne, Espagne et Italie.
En 2007, le Groupe Hamelin se renforce sur le marché européen des articles de papeterie pour le dessin et les beaux-arts en reprenant les activités grand public et fabrication de papier de Canson. En octobre 2016, Canson est cependant revendu à l'italien FILA.
En juin 2023, Hamelin annonce l'acquisition de Pelikan, une entreprise allemande spécialisée dans les stylos.

## Activité
Le groupe Hamelin est la deuxième entreprise de papeterie en France après le groupe lorrain Exacompta Clairefontaine.
Le groupe commercialise les marques Airness, Oxford, Bantex, Elba et aussi Super Conquérant (la rue Guillaume le Conquérant à Caen étant l'emplacement du siège social historique). Il emploie 4 200 salariés, en France (dont 550 en Normandie) et en Europe (Scandinavie, Royaume-Uni, Espagne, Italie, Allemagne, Pologne). 
Produisant 200 millions d'articles par an et 60 % des cahiers vendus en France[réf. nécessaire], le groupe réalise un chiffre d'affaires de près de 700 millions d'euros. Il est toujours détenu par les descendants du fondateur, dont l'arrière-petit-fils est devenu PDG en 1989.

### Télévision
- Hamelin rachète Canson : 19/20 de France 3 Normandie, 10 janvier 2007, Reportage Rémi Mauger et Thierry Leprévost
- Émission C notre affaire, 14 septembre 2005, France 5